# フィリップ・ド・ベルジック (フランドル伯)
フィリップ・ド・ベルジック（フランス語: Philippe de Belgique, 1837年3月24日 - 1905年11月17日）は、ベルギーの王子。フランドル伯。

## 生涯
ベルギー国王レオポルド1世と、王妃ルイーズ＝マリーの三男としてラーケン宮殿で生まれた。1840年12月14日、父王よりフランドル伯とされた。
1867年、ホーエンツォレルン＝ジクマリンゲン家出身のマリー・ルイーズと結婚。2男3女をもうけた。
- ボードゥアン（1869年 - 1891年）
- アンリエット（1870年 - 1948年）　ヴァンドーム公及びアランソン公エマニュエル・ドルレアンと結婚。ジョゼフィーヌ・マリーと双子の姉妹。
- ジョゼフィーヌ・マリー（英語版）（1870年 - 1871年）
- ジョゼフィーヌ・カロリーヌ（1872年 - 1958年）　母方の従兄カール・アントン・フォン・ホーエンツォレルン＝ジクマリンゲンと結婚
- アルベール1世（1875年 - 1934年）

兄王レオポルド2世が長男のブラバント公レオポルドを失うと、フィリップが代わって王位継承順位第1位の立場となった。以降も兄王に嫡出の男子は出来なかったため、王位継承順位第1位の地位を保持し続けたが、1905年に兄王に先だってラーケンで薨去した。王位継承権第1位はフィリップの次男アルベールとなり（長男ボードゥアンはすでに薨去）、のちアルベール1世として即位した。